# Якимове
Яки́мове — село Миргородського району Полтавської області. Населення станом на 2001 рік становило 767 осіб. Входить до Великобагачанської селищної об'єднаної територіальної громади з адміністративним центром у смт Велика Багачка.

## Географія
Село Якимове знаходиться за 2 км від на правого берега річки Псел. На відстані 1 км розташовані смт Велика Багачка та село Балюки. По селу протікає струмок із загатою.
Віддаль до центру громади — 9 км. Найближчі залізничні станції: Гоголеве — за 27 км та Матяшівка — за 28 км.

## Історія
Село Якимове виникло в кінці XVIII — на початку XIX ст. як окремі хутори Якимове, Підкругле, Порохи.
Назва хутора походить від імені легендарного першого поселенця козака Якимова.
За переписом 1900 року на хуторі Якимовому Багачанської волості Миргородського повіту разом з іншими хуторами (Писаренків, Балюки, Бочкарів, Кобликів, Дубкова, Лукаші) була козацька громада, що об'єднувала 558 дворів, 3876 жителів, було дві школи — земська і грамоти.
У 1902-1903 роках у центрі села Якимове було розпочате будівництво школи, яке фінансувало земство Миргородського повіту. Для зведення новобудови багатий землевласник на прізвище Романенко теж виділив досить великі кошти. За свідченнями жителів, ця сума становила  70% його річного прибутку, решта коштів — пожертви самих жителів села. Будувалася школа миргородськими майстрами та місцевими робітниками. Повністю добудоване приміщення школи було у 1905 році. За свідченнями жителів, це була  земська школа, яка давала початкову освіту. Основними предметами були: арифметика, граматика та Закон Божий. Школа потім стала початковою – чотирирічною. До революції вчителями працювали доньки пана Романенка. Першим директором школи був Пилипченко Григорій Євдокимович.
У 1910 році в Якимовому було 48 господарств, 353 жителя.
У січні 1918 року в селі розпочалась радянська окупація.
За переписом 1926 року в Якимовому Великобагачанського району Лубенської округи був 71 двір, 374 жителя.
У 20-ті роки ХХ ст. селі Якимове була реорганізована школа — з початкової в Якимівську семирічну школу. Освіта стала обов’язковою, тому кількість дітей у школі з кожним роком зростала. Наповнюваність класів становила близько 30 учнів.
У 1929 році в селі було створено 3 колгоспи: ім. Й. В. Сталіна, "Шлях до кращого життя", "Червоний хутір". Восени 1931 року два останніх були об'єднані в колгосп ім. В. В. Куйбишева.
У 1933 році в селі було завершено колективізацію.
У 1932–1933 роках внаслідок Голодомору, проведеного радянським урядом, у селі загинуло 112 мешканців, в тому числі встановлено імена 56 загиблих.
У 1936 році в місцевій школі відкрили два перших класи по 33 учні в кожному. В передвоєнні роки у Якимівській школі було близько 400 учнів, тому школа працювала у дві зміни.
У роки німецько-фашистської окупації (16 вересня 1941 — 14 вересня 1943) гітлерівці вивезли на примусові роботи до Німеччини 158 чол. (по сільській раді).
Після Німецько-радянської війни у приміщенні сільської школи був розташований дитячий патронат для дітей-сиріт. Після закінчення  війни школа вціліла. У 1946 році до першого класу Якимівської школи прийшло близько п’ятдесяти учнів. Тому за рішенням педагогічної ради було розділено дітей на два класи.
У 1966 році колгосп «Дружба», центральна садиба якого містилася в селі, мав 2245 га землі. Основним напрямом господарства був зерновий. Провідною зерновою культурою була озима пшениця, серед технічних — цукрові буряки, конопля. Допоміжними галузями були шовківництво, бджільництво.
У 1966 році в Якимовому була восьмирічна школа, бібліотека. Населення становило 1199 чол. Село було центром Якимівської сільської ради, якій були підпорядковані населені пункти Балюки, Бочкарі (нині не існує), Дубкове (нині не існує), Коблики (нині не існує), Котелевці (нині не існує).
У 1975 році в селі було встановлено пам'ятник воїнам-односельцям, які полягли під час Німецько-радянської війни.
У 1990 році населення села становило 808 осіб.
У 1991 році в селі був колгосп ім. 50-річчя Жовтня (зернового напряму), відділення зв'язку, середня школа, дитсадок, Будинок культури на 380 місць, бібліотека (6,7 тис. одиниць літератури).
12 жовтня 2016 року шляхом об'єднання Великобагачанської селищної ради та Багачанської Першої, Радивонівської, Степанівської, Якимівської сільських рад Великобагачанського району була утворена Великобагачанська селищна об'єднана територіальна громада з адміністративним центром у смт Велика Багачка.
27 травня 2018 року в Якимовому було завершено будівництво Свято-Троїцької каплиці. Єдиним меценатом цього будівництва був Сергій Павлович Овчаренко — директор СТОВ “Серпанок”.

## Економіка
- Молочно-товарна та птахо-товарна ферми
- ТОВ «Колос»
- СТОВ «Серпанок»
- М'ясопереробний цех
- Кооператив «Авангард»
- Селянське фермерське господарство «Сокіл»

## Політика

### Парламентські вибори, 2019
На позачергових парламентських виборах 2019 року у селі функціонувала окрема виборча дільниця № 530034, розташована у приміщенні будинку культури.
Результати
- зареєстровано 493 виборці, явка 61,05%, найбільше голосів віддано за Слугу народу — 51,19%, за Всеукраїнське об'єднання «Батьківщина» — 12,88%, за Опозиційну платформу — За життя — 7,80%.[2] В одномандатному окрузі найбільше голосів отримала Анастасія Ляшенко (Слуга народу) — 29,83%, за Костянтина Іщейкіна (самовисування) — 28,81%, за Олексія Баганця (Всеукраїнське об'єднання «Батьківщина») — 10,17%[3].

## Об'єкти соціальної сфери
- Якимівська загальноосвітня школа І-ІІІ ступенів
- Будинок культури на 380 місць
- Бібліотека

## Пам'ятки історії
- Пам'ятник воїнам-односельцям, які полягли під час Німецько-радянської війни

## Особистості
- Явдась Митрофан (3.06.1903 — 29.12.1966) — діяч Української автокефальної православної церкви, священик